# Bombardeos del 29 de diciembre de 2023 en Ucrania
El 29 de diciembre de 2023, Rusia lanzó al menos 122 misiles balísticos y de crucero y 36 drones que impactaron en varias ciudades, incluidas Kiev, Odesa, Dnipró, Járkov y Leópolis en Ucrania, en lo que el gobierno ucraniano informó que es uno de los mayores ataques aéreos contra el país desde la invasión rusa desde 2022.

## Descripción
El portavoz de la Fuerza Aérea de Ucrania, Yurih Ihnat, comentó los ataques diciendo:

Nunca habíamos visto tantos objetivos en nuestros monitores a la vez.

Rusia lanzó la mayor oleada de drones y misiles contra ciudades ucranianas desde el inicio de la guerra en un ataque generalizado durante la noche. Kiev, Odesa, Dnipró, Járkov y Leópolis fueron atacadas en las primeras horas de la mañana del 29 de diciembre. Al menos 30 personas murieron y 144 resultaron heridas.
Un portavoz del Ministerio de Defensa de Rusia no mencionó específicamente un ataque aéreo masivo contra Ucrania el 29 de diciembre de 2023, sino que simplemente dijo que "todos los objetivos militares designados han sido alcanzados".
El gobierno ucraniano solo reconoció impactos en instalaciones civiles pero medios occidentales afirmaron que también habían sido atacadas instalaciones militares.